# Сабаєво (Кочкуровський район)
Саба́єво (рос. Сабаево, ерз. Сурвеле) — село у складі Кочкуровського району Мордовії, Росія. Адміністративний центр Сабаєвського сільського поселення.

## Населення
Населення — 1028 осіб (2010; 1249 у 2002).
Національний склад (станом на 2002 рік):
- ерзяни — 79 %